# Rathaus Benrath

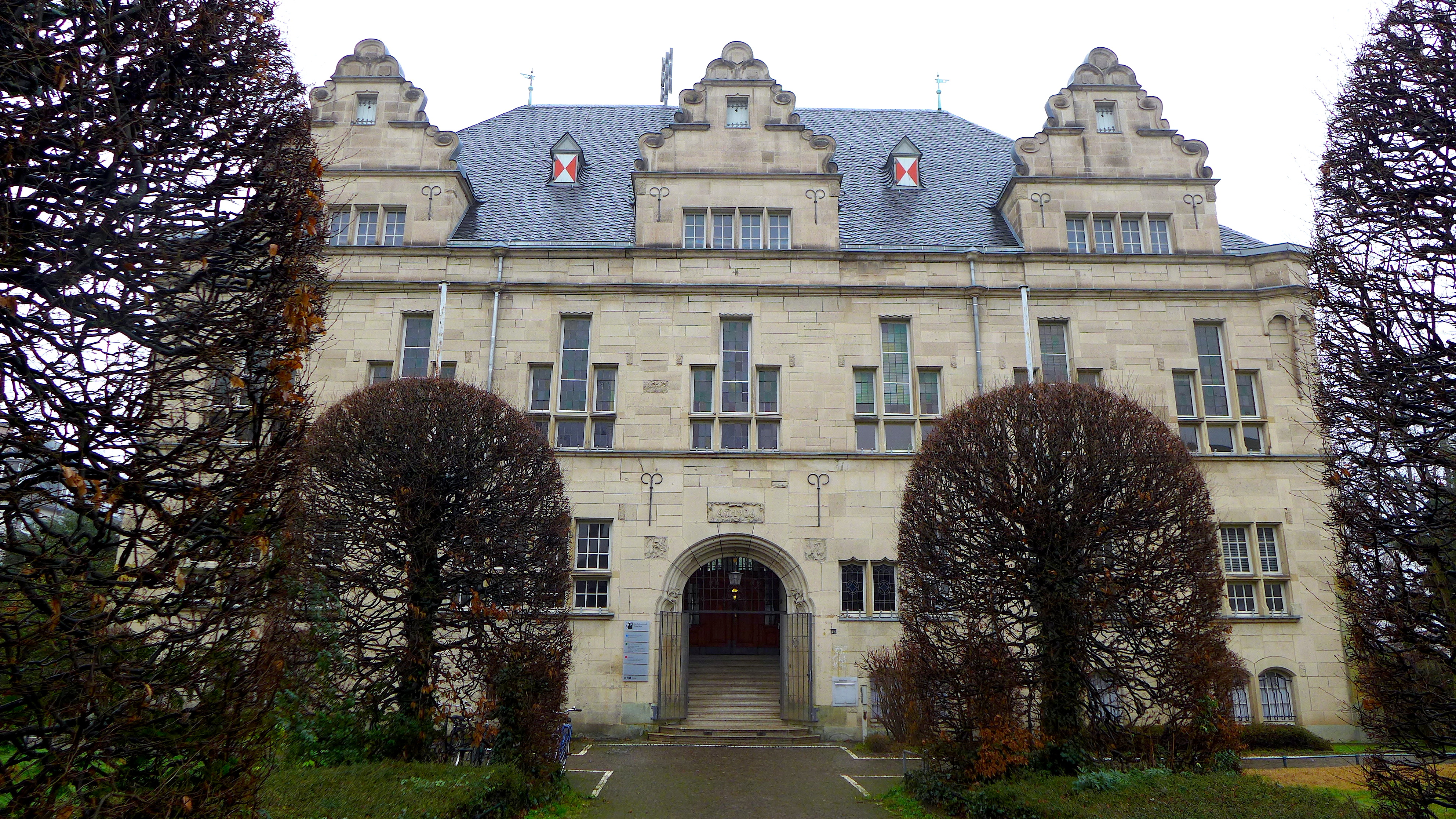
Rathaus Benrath, 2019

Das Rathaus Benrath ist ein Verwaltungsgebäude der Stadt Düsseldorf im Stadtteil Benrath. Nach Plänen des Architekten Walter Furthmann wurde das Rathaus in den Jahren 1905 bis 1907 für die Bürgermeisterei Benrath im Stil der Neorenaissance errichtet. Das seit 1984 denkmalgeschützte Bauwerk ist Sitz von Verwaltung und Bezirksvertretung für den Düsseldorfer Stadtbezirk 9 (Benrath, Hassels, Himmelgeist, Holthausen, Itter, Reisholz, Urdenbach und Wersten).

## Beschreibung
Das Rathaus ist eine zweigeschossige, dreiflügelige Anlage an der Benrodestraße 46. Hinter einem vorgelagerten Schmuckplatz mit beschnittenen Gehölzen präsentiert sich dessen natursteinverkleidete Hauptfassade als Zwerchgiebelhaus mit drei Volutengiebeln. Über deren Souterrain und zwei Hauptgeschossen erhebt sich ein schiefergedecktes Walmdach mit zwei symmetrisch angeordneten Dachgauben. Mittig im Erdgeschoss liegt dort hinter einem bauplastisch betonten Torbogen mit Ziergittern und einem Treppenaufgang der Haupteingang. Während die Fenster der Erdgeschosszone nach der Nutzung der jeweiligen Innenräume variieren, sind die sieben Fenster des Obergeschosses einheitlich als gestufte, dreiachsige Steinrahmenfenster in Werkstein ausgeführt. Niedrige Kämpfer aus Werkstein teilen die Fenster in Abschnitte mit Klarglas und Bleiverglasung ein. Im Erdgeschoss dominieren auf der rechten Seite zwei dreiachsige Kreuzstockfenster, während auf der linken Seite zwei vierachsige Kreuzstockfenster angeordnet sind. Die deutlich kleineren Segmentbogenfenster des Souterrains liegen paarweise symmetrisch darunter. In den Giebelhäusern sind die Fenster ebenfalls deutlich kleiner ausgeführt. Dort sind sie als vierachsiges Fensterband in Werksteinrahmen gesetzt. Ein kleines Fenster betont jeweils die Giebelspitze.

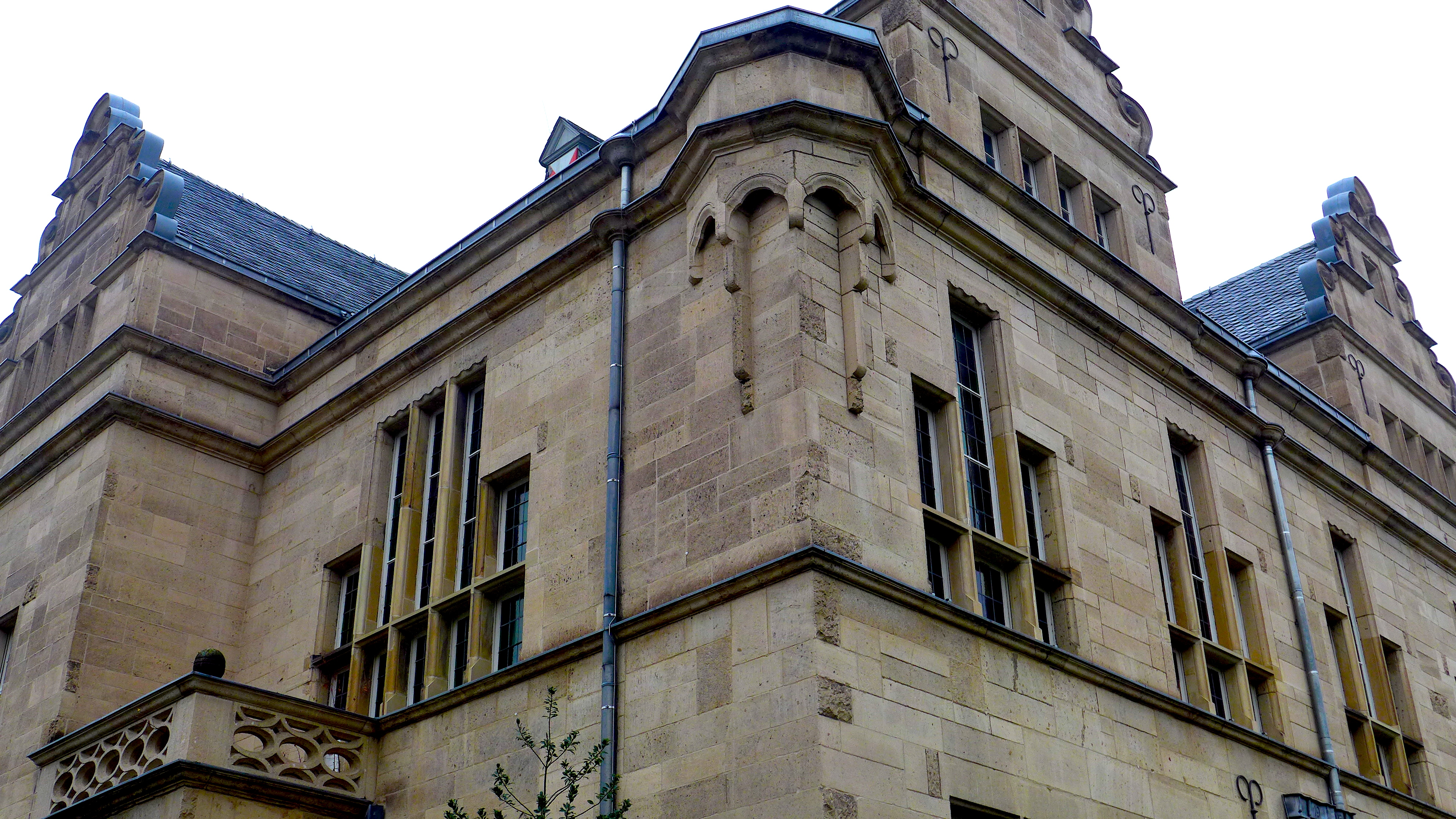
Architekturdetail: über eine Eckzinne (Wehrerker) verlaufende Gesimse der Attika

Gegliedert wird die Hauptfassade ferner durch zwei Gesimse einer umlaufenden Attika, die über den Gebäudeecken in Gestalt bauplastisch ausdifferenzierter Eckzinnen in die Seitenfassaden verlaufen. Auf der Attika setzen die Zwerchhäuser und deren Fensterbänder an. Eine weiteres, ebenfalls über die Gebäudeecke geführtes Gesims trennt Erd- und Obergeschoss. Auf ihm setzen die Fenster des Obergeschosses an. Die Eckzinnen, die wie kleine Wehrerker auskragen und auf der Oberseite traufbündig flach abgeschnitten sind, ruhen auf Konsolen in Werkstein. Die äußeren Ecken der von Bögen und Voluten bekrönten Ziergiebel und die obere Zone des Erdgeschossen werden durch schmiedeeiserne Mauerranker geschmückt.
Die natursteinverkleidete Westfassade des Gebäudes ist asymmetrisch gegliedert und weist Vor- bzw. Rücksprünge auf. Im Bereich eines Balkons weicht die Fassade des Obergeschosses ein Stück zurück, um sich sodann steil bis zum Ansatz eines Zwerchgiebels zu erheben. Dieser Giebel zeigt die gleiche Gestaltung wie die Zwerchhäuser der Hauptfassade. Als weiterer Vorsprung prägt ein bauplastisch ausgeführter Erker die Westfassade. Dessen Konsolen leiten gestalterisch in die Werksteinrahmung eines axial darunter liegenden Seitenportals im Erdgeschoss über. Verschiedene Fensterformate, darunter auch gestufte Kreuzstockfenster, verleihen der Seitenfassade einen spannungsvollen Rhythmus.
Auch die natursteinverkleidete Ostfassade des Gebäudes ist asymmetrisch gegliedert, weist als Vorsprung aber nur einen zweigeschossigen Erker auf. Ebenfalls wiederholen sich hier verschiedene Formate von Steinrahmenfenstern in Werksteinausführung. Spannung entsteht im Bereich der Dachzone, die in Richtung der Gebäudehauptseite über dem Erker von einem gotischen Stufengiebel mit Wimperg betont wird, während in Richtung der Gebäuderückseite zwei Zwerchhäuser in Fachwerk und Schieferdeckung anschließen.
Die qualitativ weniger aufwändige Gebäuderückseite ist eklektizistisch geprägt, durch einen Wechsel eher einfacher Fassadenmaterialen und Architekturformen. Hier ragt einerseits ein weiß verputzter Stufengiebel empor, während ein Innenhof, der dreiseitig von Gebäudeflügeln umschlossen ist, andererseits von Ziegelfassaden geprägt wird. Auf der Rückseite liegen ein weiterer Balkon, darunter eine Auslucht, daneben ein Wintergarten. Die Fassade ist in diesem Bereich teilweise verputzt.
Die Stilformen des Gebäudes zeigen ein späthistoristisches Spiel mit Elementen der Weserrenaissance. Auf gestalterisch hohem Niveau zeitgenössischen Kunsthandwerks und erster Ansätze einer Reformbewegung der Jahrhundertwende begegnen sich in ihm Merkmale der Villenarchitektur und Burgenrenaissance. Kunsthandwerkliche Gestaltungen im Innern verweisen auf den Jugendstil.

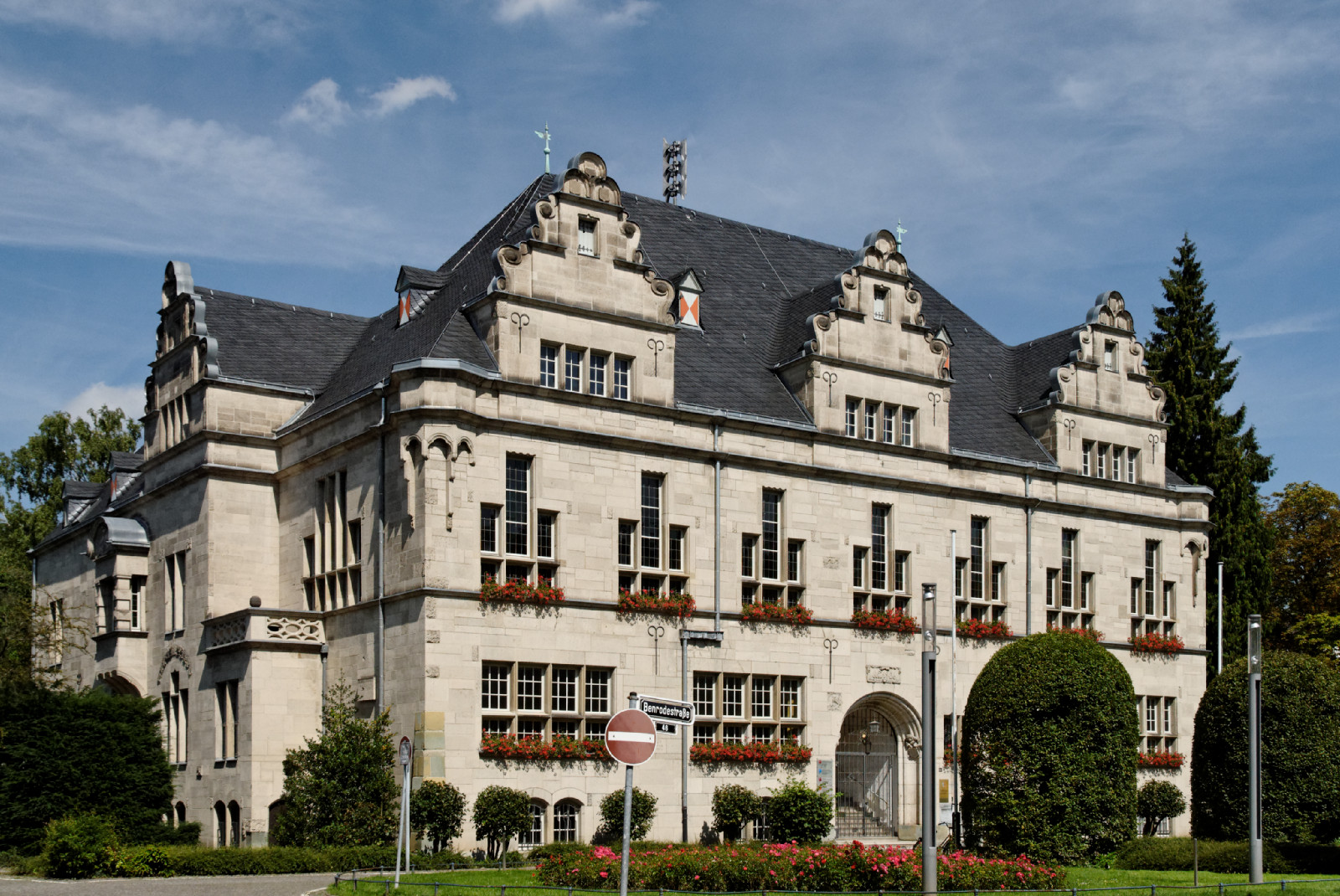
Hauptfassade von Südwesten
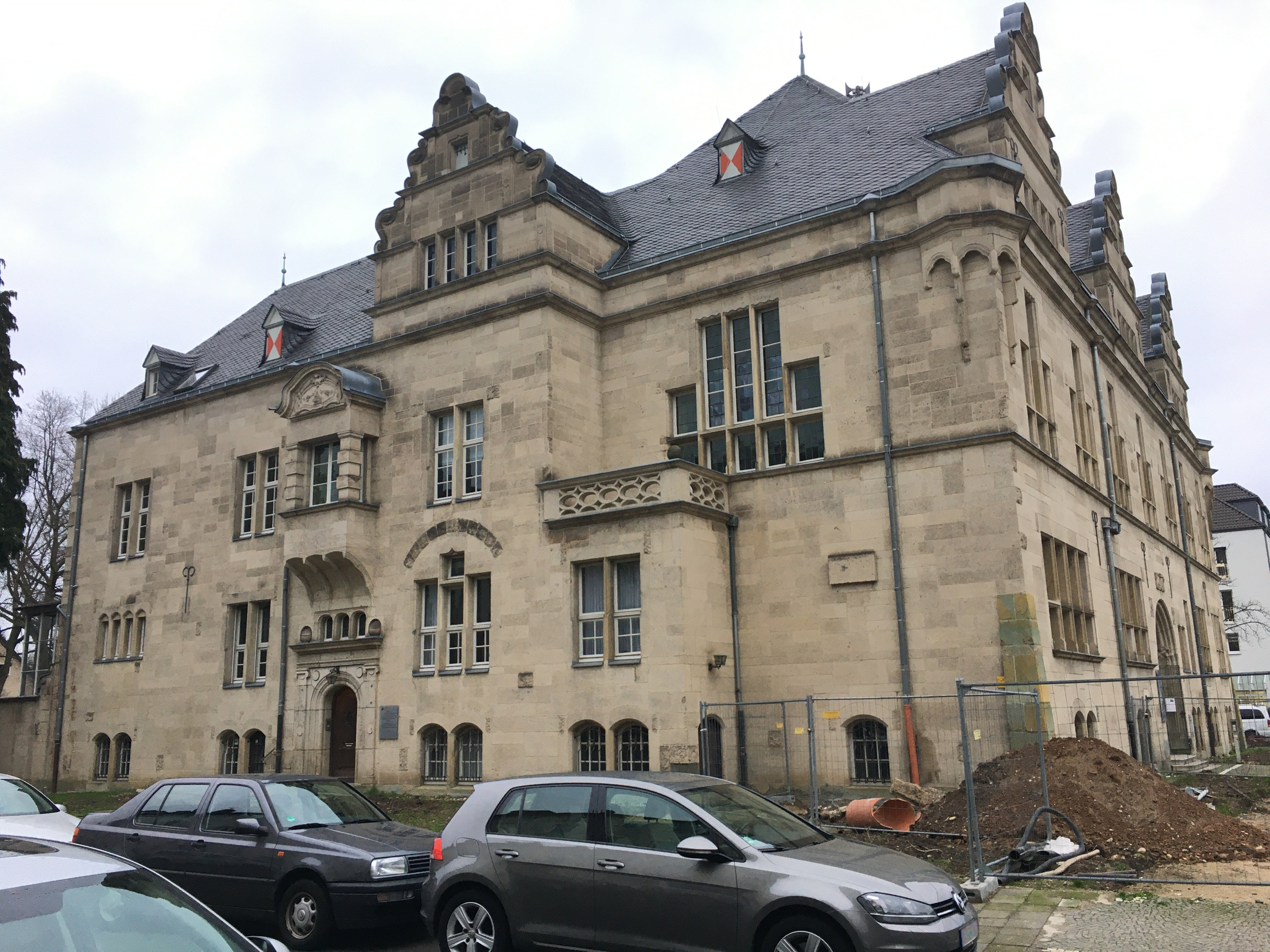
Westseite bei Sanierungsbeginn
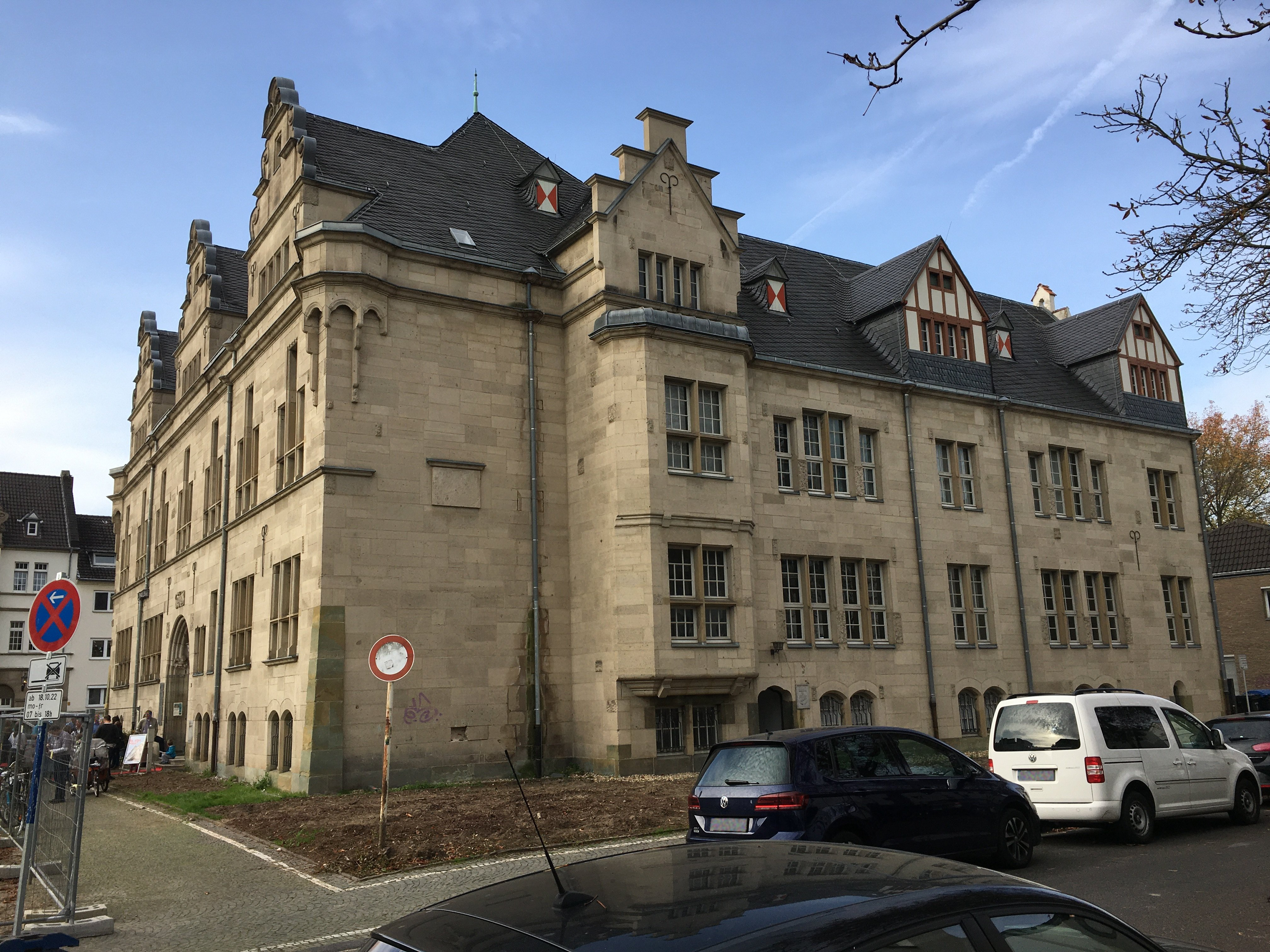
Ostseite bei Sanierungsbeginn
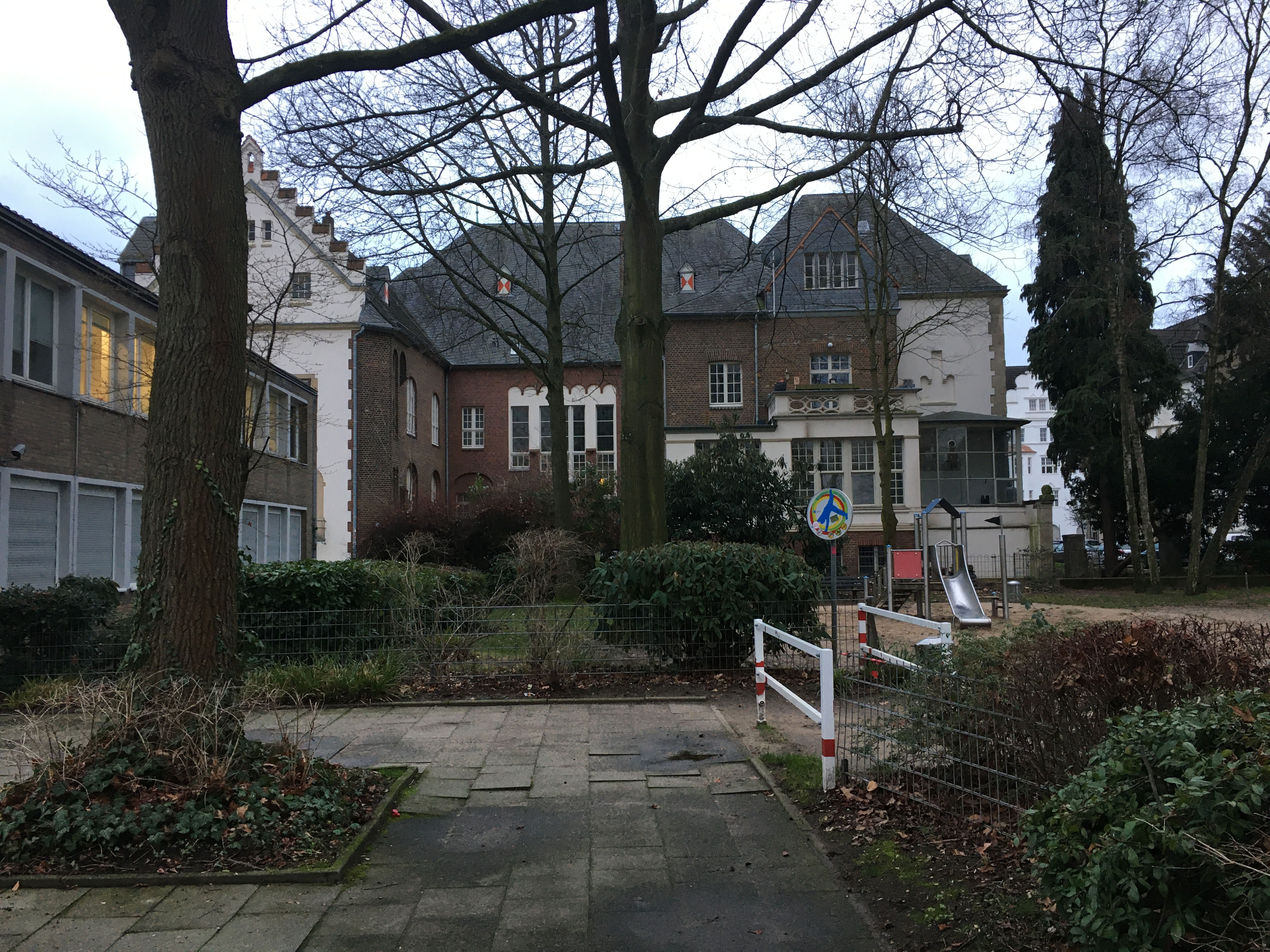
Rückseite

## Geschichte
Der Architekt Walter Furthmann, später Hausarchitekt der Firma Henkel, konzipierte den Bau kurz nach dem Rathaus Hilden im Rahmen eines Architekturwettbewerbs. Der Bauplatz geht auf eine Stiftung der Unternehmer Carl Pritschau, der Eheleute Johann Goergens und der Industrieterrain Düsseldorf-Reisholz AG zurück. Die Stifter hatten der Bürgermeisterei Benrath im September 1903 an der Gartenstraße ein etwa 5.000 m² großes Grundstück mit der Auflage geschenkt, darauf ein neues Rathaus zu bauen und mit dem Bau innerhalb von zwei Jahren zu beginnen. Der Fluchtlinienplan von 1899/1900 sah dort eine Ortserweiterung nach Westen für ein reines Wohngebiet ohne Fabriken vor. Das Wohngebiet wurde von Pritschau als Villenkolonie „Rhein-Flora“ vermarktet.
Am 4. Januar 1984 wurde das Gebäude in die Denkmalliste der Stadt Düsseldorf eingetragen. Zusätzlich stehen Rathaus und Umgebung als Bauensemble unter dem Schutz des Denkmalbereichs „Rathausviertel Benrath“. 2019 erfasste Bauschäden wurden ab Herbst 2022 generalsaniert.